# Roman Tmetuchl
Roman Tmetuchl (11 février 1926 - octobre 1998) est un chef politique et un homme d'affaires palaosien. Il est à l'origine de l'aéroport international Roman-Tmetuchl, nommé d'après lui.